# Ticks - Larve di sangue
Ticks - Larve di sangue è un film del 1993 diretto dal regista Tony Randel.

## Trama
In una foresta, un uomo si dedica alla coltivazione di marijuana utilizzando come fertilizzante un ignoto miscuglio chimico. Le piante crescono rigogliose, ma l'intruglio risulta essere molto pericoloso, tanto da far crescere preoccupantemente anche le zecche fino ad uccidere l'uomo stesso. Successivamente, un gruppo di ragazzi ha la "brillante" idea di fare un'escursione in quella zona. I ragazzi scoprono subito le zecche mutanti a seguito di uova pronte a schiudersi e provocare un'epidemia senza precedenti.